# 32-я стрелковая бригада
Не следует путать с 32-й горнострелковой бригадой
32-я стрелковая бригада - воинское соединение СССР в Великой Отечественной войне

## История
Формировалась по приказу «О сформировании 50-ти отдельных стрелковых бригад» № 00105 от 14 октября 1941 года с октября 1941 года в Архангельске и Северодвинске, в том числе за счёт курсантов высших военных учебных заведений.
В действующей армии с 4 февраля 1942 по 20 октября 1942 и с 10 февраля 1943 по 10 октября 1943 года.
В конце января 1942 года бригада начала переброску на фронт, разгрузилась в Волхове, где в начале февраля 1942 года вошла в состав 4-го гвардейского стрелкового корпуса. Введена в бой между Посадниковым Островом и Погостье для развития прорыва 54-й армии, первый бой приняла под деревней Малиновка 16 марта 1942 года и несколько дней успеха не имела.
19 марта 1942 года бригада наконец заняла деревню Малиновка, 21 марта 1942 года населённые пункты Дидвино и Милаевка и сравнительно крупный опорный пункт Кородыня, но далее, несмотря на усилия, продвинуться не смогла. 30 марта - 1 апреля 1942 года отражает многократные ожесточённые атаки батальонов 5-й горнострелковой дивизии.
К началу Синявинской операции в бригаде насчитывалось 1256 человек личного состава при семи 76-мм орудиях  В ночь с 30 на 31 августа 1942 года совместно с 16-й танковой бригадой выдвигается в район посёлка 1-й Эстонский с задачей уничтожить противника, наносящего контрудар силою не менее двух пехотных полков при поддержке до полка танков из района посёлка Михайловский, перехода в наступление с последующим захватом посёлка и железной дороги восточнее его. Наступает в направлении Гайтолово Со 2 сентября 1942 года разворачивает наступление на юг, в тыл группировке противника, обороняющей Тортолово   В ходе наступления особых успехов не имела и была вынуждена под настойчивыми контратаками врага уже в первой декаде сентября 1941 года перейти к обороне.
Из воспоминаний ветерана бригады И.П. Спиридонова 
Обороняться было необычайно трудно, рыли окопы в болотных местах, было очень трудно, в любой, даже небольшой ямке, стояла вода в полметра, а иногда просто сидели в болоте, вокруг страшная сырость. С одной стороны вроде и хорошо, снаряды летят, когда падают в болото, плюх, и только грязи целая куча, осколки не задевали, а если бы была земля, то потерь было бы намного больше. Но условия были ужасные, пусть и не от снарядов, но войска таяли 

С 28 сентября 1942 года бригада, оставив боевое охранение, начала выполнение приказа об отходе на восточный берег реки Чёрная.
К 1 октября 1942 года бригада вышла с западного берега реки Чёрная, насчитывая 748 человек личного состава и 4 орудия  (по другим данным 688 человек вместе с тылам, из боевых частей, вышли из окружения только 247 человек )
Доукомплектовывалась и проходила подготовку в Данилове. Директивой Ставки ВГК № 46006 от 26 января 1943 года командующему 2-й резервной армии были приказано полностью доукомплектовать бригаду до 1 февраля 1943 года и подготовить её к отправке на фронт  В первой декаде февраля 1943 года направлена на фронт, разгрузилась в района Осташкова и пешим маршем направилась в район южнее Демянска, где принимала участие в преследовании войск противника, отводящего войска из «демянского мешка». С 18 февраля по 20 марта 1943 года ведёт тяжелейшие бои, пытаясь прорвать оборону противника у деревни Залучье (Новгородская область), только убитыми теряет 888 человек.
До мая 1943 года восстанавливается во фронтовом резерве, в мае поступила в 22-ю армию, в июне 1943 года поставлена на оборону  рубежа в районе деревни Гришино ныне Локнянской волости
10 октября 1943 года обращена на формирование 319-й стрелковой дивизии

## Подчинение
| Дата            | Фронт (округ)                                              | Армия               | Корпус                                     | Примечания                                            |
| --------------- | ---------------------------------------------------------- | ------------------- | ------------------------------------------ | ----------------------------------------------------- |
| 01.11.1941 года | Архангельский военный округ                                | -                   | -                                          | -                                                     |
| 01.12.1941 года | Архангельский военный округ                                | -                   | -                                          | -                                                     |
| 01.01.1942 года | Архангельский военный округ                                | -                   | -                                          | -                                                     |
| 01.02.1942 года | Архангельский военный округ                                | -                   | -                                          | -                                                     |
| 01.03.1942 года | Ленинградский фронт                                        | -                   | 4-й гвардейский стрелковый корпус          | -                                                     |
| 01.04.1942 года | Ленинградский фронт                                        | 54-я армия          | 4-й гвардейский стрелковый корпус          | -                                                     |
| 01.05.1942 года | Ленинградский фронт (Группа войск Волховского направления) | 54-я армия          | 4-й гвардейский стрелковый корпус          | -                                                     |
| 01.06.1942 года | Ленинградский фронт (Волховская группа войск)              | 54-я армия          | 4-й гвардейский стрелковый корпус          | -                                                     |
| 01.07.1942 года | Волховский фронт                                           | 54-я армия          | 4-й гвардейский стрелковый корпус          | -                                                     |
| 01.08.1942 года | Волховский фронт                                           | 54-я армия          | 4-й гвардейский стрелковый корпус          | -                                                     |
| 01.09.1942 года | Волховский фронт                                           | -                   | 4-й гвардейский стрелковый корпус          | передана с 8 сентября 1942 в состав 2-й ударной армии |
| 01.10.1942 года | Волховский фронт                                           | -                   | -                                          | -                                                     |
| 01.11.1942 года | Резерв Ставки ВГК                                          | 2-я резервная армия | -                                          | -                                                     |
| 01.12.1942 года | Резерв Ставки ВГК                                          | 2-я резервная армия | -                                          | -                                                     |
| 01.01.1943 года | Резерв Ставки ВГК                                          | 2-я резервная армия | -                                          | -                                                     |
| 01.02.1943 года | Резерв Ставки ВГК                                          | 2-я резервная армия | -                                          | -                                                     |
| 01.03.1943 года | Северо-Западный фронт                                      | 53-я армия          | -                                          | -                                                     |
| 01.04.1943 года | Северо-Западный фронт                                      | -                   | -                                          | -                                                     |
| 01.05.1943 года | Северо-Западный фронт                                      | -                   | -                                          | -                                                     |
| 01.06.1943 года | Северо-Западный фронт                                      | 22-я армия          | -                                          | -                                                     |
| 01.06.1943 года | Северо-Западный фронт                                      | 22-я армия          | 44-й стрелковый корпус (2-го формирования) | -                                                     |
| 01.07.1943 года | Северо-Западный фронт                                      | 22-я армия          | 44-й стрелковый корпус (2-го формирования) | -                                                     |
| 01.08.1943 года | Северо-Западный фронт                                      | 22-я армия          | 44-й стрелковый корпус (2-го формирования) | -                                                     |
| 01.09.1943 года | Северо-Западный фронт                                      | 22-я армия          | 44-й стрелковый корпус (2-го формирования) | -                                                     |
| 01.10.1943 года | Северо-Западный фронт                                      | 22-я армия          | 44-й стрелковый корпус (2-го формирования) | -                                                     |

## Командиры
- Кетиладзе, Сергей Поликарпович, майор (18.03.1942 — 01.04.1942)
- Сумин Ефим Евгеньевич, подполковник (01.04.1942–01.04.1942) после назначения в тот же день погиб.
- Сухоребров, Никита Захарович, подполковник (04.04.1942 — 11.03.1943)

## Отличившиеся воины бригады
| Награда | Ф.И.О.                         | Должность        | Звание | Дата награждения | Примечания                  |
| ------- | ------------------------------ | ---------------- | ------ | ---------------- | --------------------------- |
|         | Кетиладзе, Сергей Поликарпович | командир бригады | майор  | 10.02.1943       | посмертно, погиб 01.04.1942 |